# Saison 2017 de l'équipe cycliste JLT Condor
La saison 2017 de l'équipe cycliste JLT Condor est la quatorzième de cette équipe.

## Préparation de la saison 2017

### Arrivées et départs
| Arrivées            | Équipe 2016  |
| ------------------- | ------------ |
| Ian Bibby           | NFTO         |
| Edmund Bradbury     | NFTO         |
| Matthew Gibson      | 100% Me      |
| James Gullen        | Pedal Heaven |
| Brenton Jones       | Drapac       |
| Robert-Jon McCarthy |              |

| Départs             | Équipe 2017         |
| ------------------- | ------------------- |
| Conor Dunne         | Aqua Blue Sport     |
| George Atkins       | Bike Channel-Canyon |
| Luke Grivell-Mellor |                     |
| Christopher Lawless | Axeon-Hagens Berman |
| David McCarthy      |                     |
| Stephen Williams    | SEG Racing Academy  |

## Coureurs et encadrement technique

### Effectif
| Cycliste            | Date de naissance | Nationalité      | Équipe 2016  |  |
| ------------------- | ----------------- | ---------------- | ------------ |  |
| Ian Bibby           | 20 décembre 1986  | Royaume-Uni      | NFTO         |  |
| Edmund Bradbury     | 10 septembre 1992 | Royaume-Uni      | NFTO         |  |
| Graham Briggs       | 14 juillet 1983   | Royaume-Uni      | JLT Condor   |  |
| Edward Clancy       | 12 mars 1985      | Royaume-Uni      | JLT Condor   |  |
| Russell Downing     | 23 août 1978      | Royaume-Uni      | JLT Condor   |  |
| Alex Frame          | 18 juin 1993      | Nouvelle-Zélande | JLT Condor   |  |
| Matthew Gibson      | 2 septembre 1996  | Royaume-Uni      | 100% Me      |  |
| James Gullen        | 15 octobre 1989   | Royaume-Uni      | Pedal Heaven |  |
| Brenton Jones       | 12 décembre 1991  | Australie        | Drapac       |  |
| Steven Lampier      | 2 mars 1984       | Royaume-Uni      | JLT Condor   |  |
| Edward Laverack     | 27 juillet 1994   | Royaume-Uni      | JLT Condor   |  |
| Robert-Jon McCarthy | 30 mars 1994      | Irlande          |              |  |
| Thomas Moses        | 3 mai 1992        | Royaume-Uni      | JLT Condor   |  |
| Jonathan Mould      | 4 avril 1991      | Royaume-Uni      | JLT Condor   |  |
| Alistair Slater     | 11 février 1993   | Royaume-Uni      | JLT Condor   |  |

## Bilan de la saison

### Victoires
| Date       | Course                                   | Pays             | Classe | Vainqueur      |
| ---------- | ---------------------------------------- | ---------------- | ------ | -------------- |
| 24/01/2017 | 3e étape de la New Zealand Cycle Classic | Nouvelle-Zélande | 2.2    | Alex Frame     |
| 25/01/2017 | 4e étape de la New Zealand Cycle Classic | Nouvelle-Zélande | 2.2    | Jonathan Mould |
| 26/01/2017 | 5e étape de la New Zealand Cycle Classic | Nouvelle-Zélande | 2.2    | Alex Frame     |
| 09/03/2017 | Prologue de l'Istrian Spring Trophy      | Croatie          | 2.2    | Alex Frame     |
| 12/03/2017 | 3e étape de l'Istrian Spring Trophy      | Croatie          | 2.2    | Alex Frame     |
| 27/03/2017 | 2e étape du Tour de Taïwan               | Taïwan           | 2.1    | James Gullen   |
| 30/03/2017 | 5e étape du Tour de Taïwan               | Taïwan           | 2.1    | Brenton Jones  |